# ميشيل سايمور
ميشيل سايمور هو فيلسوف كندي، ولد في 1954.